# Ludwigia sphaerocarpa
Ludwigia sphaerocarpa là một loài thực vật có hoa trong họ Anh thảo chiều. Loài này được Elliott mô tả khoa học đầu tiên năm 1817.